# CEF Santo Domingo
El CEF Santo Domingo, es una entidad educativa de educación superior de la República Dominicana. Fue creado en 2019 como “Instituto Especializado de Educación Superior” por el  grupo educativo español CEF-UDIMA.

## Desarrollo
El Centro de Estudios Financieros (CEF) fundado en Madrid en 1977 para la preparación de oposiciones, abrió sedes en Barcelona (1986) y Valencia (1997), en 2006  fundó la Universidad a Distancia de Madrid (UDIMA),y en 2019 el CEF Santo Domingo.
La relación con la República Dominicana comenzó en 2007 mediante la participación de CEF-UDIMA en el Programa de Becas Internacionales del Ministerio de Educación Superior, Ciencia y Tecnología (MESCyT), con  el Instituto Dominicano de las Telecomunicaciones (Indotel) y el Instituto Nacional de Formación y Capacitación del Magisterio (Inafocam). También se firmaron entonces alianzas y acuerdos con organizaciones estatales o empresas privadas para la formación de profesionales en el sector de la banca y de la enseñanza digital.
El 14 de noviembre de 2019, el Consejo Nacional de Educación Superior (CONESCyT) aprobó la entidad sin ánimo de lucro “Instituto Especializado de Educación Superior” conocido como “CEF Santo Domingo”. El instituto fue inaugurado oficialmente por el presidente de la República Dominicana, Luis Abinader.  
En 2025  el Instituto de Educación Superior CEF Santo Domingo firmó un convenio de colaboración con el Instituto de Dominicanos y Dominicanas en el Exterior (INDEX) para contribuir a la formación y desarrollo profesional de la comunidad dominicana en el exterior.

## Actividad docente
La actividad docente está enfocada a la formación y especialización en el área empresarial, en cursos presenciales,  semi-presenciales y en línea. Las maestrías oficiales permiten la doble titulación oficial española, expedida por la Universidad a Distancia de Madrid, UDIMA.
Se imparten siete maestrías oficiales en Banca y Asesoría financiera, Mercadeo, Negocios Internacionales, Dirección Financiera, MBA, Marketing Digital y Dirección de Recursos Humanos.La oferta académica también incluye diplomados, cursos de especialización y educación continuada en materia de Impuestos, Finanzas, Contabilidad, Emprendimiento, Marketing, Recursos Humanos y Habilidades Directivas, así como formación a medida dentro de las empresas.
El centro cuenta con un programa de becas dotadas por el Ministerio de Educación Superior, Ciencia y Tecnología (Mescyt).